# Петър Ангеловски (биолог)
 Тази статия е за биолога.  За сценографа вижте Петър Ангеловски (сценограф).  
Петър Ангеловски (на македонска литературна норма: Петар Ангеловски) е учен, биолог от Република Македония.

## Биография
Роден е на 16 септември 1943 година в кратовското село Луково, тогава анексирано от Царство България, днес в Северна Македония. Завършва основното си образование в Злетово, а след това завършва средното си образование в Струмица. В 1964 година започва да следва в Природо-математическия факултет на Скопския университет, където завършва биология в 1968 година. В същата година става асистент в Института по биология към Природо-математическия факултет. В 1975 година завършва магистратура към Загребския университет. След това защитава докторска дисертация в Скопския университет в 1980 година. В същата година става доцент по органическа еволюция. В 1986 година е избран за извънреден професор, а в 1992 година – за редовен професор.
Ангеловски е автор на множество научни трудове и постига значителни резултати в научноизследователските си трудове. Има значителен принос към хидробиологическите изследвания и известно време работи в хидробиологическата лаборатория в Загреб и в Института за биологически изследвания „Синиша Станкович“ в Белград.
Умира в 1999 година.